# Seitensprung
Ein Seitensprung ist eine umgangssprachliche Bezeichnung für eine vorübergehende sexuelle Beziehung zwischen zwei Menschen, von denen mindestens eine Person verheiratet ist oder sich in einer sonstigen festen Partnerschaft befindet.
Der Begriff, der ursprünglich einen Sprung (des Pferdes) in seitliche Richtung bezeichnet und im 18. Jahrhundert für eine Abweichung allgemeiner Art verwendet wurde (vgl. auch Eskapade), wird seit dem 19. Jahrhundert ausgehend vom Österreichischen auch in moralischer Hinsicht meist für einen kurzfristigen Ausbruch aus der ehelichen Beziehung verwendet. Weitere Begrifflichkeiten sind fremdgehen, seinen Partner betrügen, Affäre oder Ehebruch. Nicht üblich ist die Verwendung des Begriffes im Fall einer offenen Beziehung bzw. Ehe, in der die beiden Partner Seitensprünge des jeweils anderen legitimiert haben.

## Historische Einordnung
Babylonische Gesetze verboten schon 2000 v. Chr. den Ehebruch. Auch überlieferte griechische und römische Gesetze geben Aufschluss über die Handhabung von Ehebrechern. Diese bezogen sich jedoch meist nur auf ehebrechende Frauen. Eine mögliche Erklärung dieser Ungleichheit: Es liege weniger der unmoralische Charakter des Ehebruchs zu Grunde, sondern mehr das Konzept der „Ehefrau als Besitz des Mannes“. Gesetze dieser Art dienten vor allem dem Schutz der Erblinie, denn entstünde aus dem Seitensprung der Ehefrau ein Kind, könnte die Ehebrecherin dieses ihrem Ehemann als sein eigenes unterschieben. Im Gegensatz dazu musste ein fremdgehender Ehemann keine Verantwortung für ein entstehendes Kind übernehmen, da sich die Familie der Mutter darum zu kümmern hatte.
Gesetze, die Frauen im Falle eines Ehebruchs erheblich benachteiligten, sind noch bis in die Neuzeit zu finden. Das preußische Strafgesetzbuch von 1851 und das Reichsstrafgesetzbuch von 1871 enthielten gleiche Strafen für ehebrechende Männer und Frauen.
In der DDR wurde die Strafbarkeit des Ehebruchs 1955, in der BRD 1969 und in Österreich 1997 abgeschafft.

## Studien und Ergebnisse
Seit Jahren versuchen Forscher die Gründe für Seitensprünge herauszufinden. Die Ergebnisse werden dabei häufig durch die Hintergründe der Forscher beeinflusst. So unterscheiden sich Forschungsergebnisse von Psychologen deutlich von denen der Evolutionsbiologen und Verhaltensforscher.

### Ragnar Beer und Theratalk
Ragnar Beer, Psychologe und Paartherapeut, lehrte mehrere Jahre an der Universität Göttingen im Bereich Eheberatung und Paartherapie in Theorie und Praxis. Seit 1996 beschäftigte er sich mit dem Thema Online-Paartherapie und rief dazu das Projekt „Theratalk“ ins Leben. Im Rahmen dieses Projektes führten er und sein Team mehrere Studien zum Thema Seitensprung durch. Dabei wurde besonderer Wert auf die Psyche der Befragten gelegt.
- Eine Vorstudie ergab, dass etwa 76 % der Männer und 84 % der Frauen sexuelle Unzufriedenheit in der Beziehung als Grund für den begangenen Seitensprung sahen.[6]
- Eine Befragung unter 3334 heterosexuellen Männern (34 %) und Frauen (66 %), deren Partner fremdgegangen waren, zeigt, dass die Betrogenen oft unter posttraumatischen Belastungsstörungen wie Depressionen, Angstattacken oder Herzrhythmusstörungen leiden. Die Studie ergab außerdem, dass ein Seitensprung nur in seltenen Fällen ein One-Night-Stand war. Über zwei Drittel der Betrogenen gaben an, dass die Affären ihrer Partner länger als einen Monat andauerten.[7]

50 % der betrogenen Männer und 55 % der betrogenen Frauen kontrollieren, ob sie von ihrem Partner noch immer oder wieder betrogen werden…

…die Betrogenen durchsuchen die Taschen ihres Partners, durchstöbern seine Post, lesen seine E-Mails und checken sein Handy auf Telefonate und SMS

48 % der Männer und 53 % der Frauen haben die Untreue ihres Partners erahnt

58 % der Frauen, die etwas geahnt hatten, haben den Seitensprung herausgefunden

51 % der Männer, die etwas geahnt hatten, haben den Seitensprung herausgefunden

70 % der Frauen sind wütend auf die andere Frau, 68 % auch auf den eigenen Mann

70 % der Männer sind wütend auf den anderen Mann, aber nur 47 % auf ihre Partnerin.
- Eine dritte Studie befragte 2601 untreue Heterosexuelle, wovon 45 % der Befragten Männer und 55 % Frauen waren. Die Ergebnisse deckten sich teilweise mit denen der Vorgängerstudie mit Betrogenen.

Untreue Frauen fanden ihren Liebhaber zu 35 % im Freundeskreis. Männer gingen zu 28 % mit Freundinnen und zu 20 % mit Kolleginnen fremd

Für die meisten der Befragten war es nicht der erste Seitensprung. 51 % der Männer und 45 % der Frauen waren in der aktuellen Partnerschaft schon untreu

Zwei Drittel der Affären liefen länger als einen Monat. Etwa ein Drittel dauerte sogar länger als ein halbes Jahr. One-Night-Stands kommen dagegen selten vor

Auch die Liebhaber waren oft gebunden: Frauen zu 58 % und Männer zu 52 %

Ist der Seitensprung aufgeflogen, bricht der Kontakt zum Liebhaber nicht ganz ab

Etwa 40 % sehen ihre Affäre weiterhin mindestens einmal die Woche.

### Robin Baker
Der britische Verhaltensbiologe Robin Baker veröffentlichte 1996 das Buch Krieg der Spermien (Originaltitel: Sperm Wars), in dem er seine Theorien zum Thema Sex darlegt. Dabei nutzt er vor allen Dingen evolutionsbiologische Ansätze, um zu erklären, warum Menschen fremdgehen. Baker stützt sich insbesondere auf die Theorie der Spermienkonkurrenz bei Tieren und wendet sie auf den Menschen an.

### Christopher Ryan
Aus Sicht des Psychologen und Autors Christopher Ryan ist die körperliche Treue nicht in der Natur des Menschen verankert. Vielmehr habe sich diese Einstellung im Laufe der Evolution entwickelt. In seinem veröffentlichten Buch Sex. Die wahre Geschichte führt er unter anderem auf, dass weniger als 10 % aller Tierarten monogam leben. Auch bei den Menschen war es früher üblich, dass nicht nur in Gruppen gejagt, sondern auch die Beute innerhalb des Stammes geteilt wurde. Da auch die Nachkommen gemeinschaftlich aufgezogen wurden, sei es unerheblich gewesen, von wem sie gezeugt wurden. Die Paarung diente in erster Linie der Sicherung und dem Fortbestehen der Gruppe. Erst durch die Entwicklung der Zivilisation sei die Monogamie entstanden. Ryan sieht ihre Ursprünge vor allem im Ackerbau, da somit der Besitz und das Interesse, sein Hab und Gut an den eigenen Nachwuchs weiterzugeben, in den Vordergrund gerückt sei.

### Weitere Studien
Neben diesen zwei Studien gibt es zahlreiche weitere Befragungen, die sich des Themas angenommen haben.
- In Zusammenarbeit mit dem Marktforschungsunternehmen Innofact hat eine Partneragentur eine Umfrage durchführen lassen, um nähere Ursachen für Seitensprünge herauszufinden. Die Studie ergab, dass für 46 % der Männer fehlende sexuelle Befriedigung der Hauptgrund für einen Seitensprung ist. Für 56 % der Frauen war mangelnde Aufmerksamkeit ihres Partners der Hauptauslöser.[9]
- Für eine Studie ließ Paul Andrews von der Virginia Commonwealth University in Richmond 203 junge, heterosexuelle Paare zum Thema befragen. Den Ergebnissen zufolge erkennen Männer öfter als Frauen, ob ihr Partner einen Seitensprung hatte. Während die männlichen Befragten zu 75 % die in der Befragung zugegebenen Seitensprünge erkannten, kamen Frauen nur auf eine Trefferquote von 41 %. Andrews erklärte die Ergebnisse damit, dass Männer argwöhnischer sind, was die Treue ihrer Partnerinnen angeht. Denn hier sei die Möglichkeit gegeben, dass sie ihre Ressourcen in das Aufziehen von fremdem Nachwuchs (Kuckuckskindern) stecken.[10]

## Seitensprung und Vertrauensbruch in Beziehungen
Seitensprung stellt für die meisten Paare einen enormen Vertrauensbruch dar, den man nicht ohne Weiteres reparieren kann.
Wissenschaftler beschäftigten sich mit dem Thema Vertrauen in engen Beziehungen. Sie zerlegen in ihrem Modell das Vertrauen in drei Komponente: Vorhersehbarkeit („predictability“), Verlässlichkeit („dependability“) und Glaube an den Anderen („faith“). Daraus folgt, dass die Kombination dieser Komponenten Menschen dazu bringt, dem Partner einen enormen Vertrauensvorschuss („leap of faith“) zu gewähren.
Ein solcher Vertrauensvorschuss definiert sich als Glauben daran, dass der Partner oder die Partnerin sich auch in der Zukunft liebevoll verhalten wird. Ein solcher Glaube verleiht in einer Beziehung emotionale Sicherheit.
Oft wird fälschlicherweise angenommen, dass das Vertrauen mit der Intensität der gezeigten Liebe und der gegenseitigen Abhängigkeit korreliert. Aber Holmes hat schon im Jahr 1987 nachgewiesen, dass das Vertrauen sogar negativ mit beiden dieser Variablen korreliert.
Es korreliert dagegen positiv mit dem Wunsch nach einer relativen Autonomie in der Beziehung.
Mit anderen Worten: Menschen, die den Motiven der Anderen misstrauen, haben oft eine unrealistisch enge Erwartungshaltung und provozieren erst recht die Reaktionen, die sie befürchten.

## Wechselwirkung zwischen dem Vertrauen und der Bindung in einer romantischen Beziehung
Die Wissenschaftler Lorne Campbell und Sarah CE Stanton haben die Forschung über das Vertrauen zusammengefasst. Dieses gesammelte Wissen haben sie in ihrem Artikel veröffentlicht.
In ihrer Studie betonen die Wissenschaftler die gegenseitige Wechselwirkung von der Bindung in einer romantischen Beziehung und dem Vertrauen.
Diese gegenseitige Wechselwirkung hat daher das Potenzial beiden Partnern entweder das Gefühl der Sicherheit zu geben oder der Unsicherheit innerhalb der Beziehung beizutragen.
Zum Beispiel, kann eine Verbesserung des Vertrauens zwischen Partnern zur Verbesserung der Bindung und der Intimität zwischen ihnen beitragen. Und die Verbesserung der Bindung (durch Fürsorge, Aufmerksamkeit, Intimität) im Gegenzug kann zum Vertrauen führen.
Schlussfolgernd fließen die Änderungen in der Bindung und dem Vertrauen in einander über. Sie beeinflussen somit die Qualität, die Konfliktresistenz und letztendlich den Erfolg von Beziehungen.
Larzelere und Huston (1980) berichten, dass das Vertrauen in der Anfangsphase einer Beziehung stark mit dem Gefühl der Verliebtheit korreliert, welches das Paar erlebt.
Besonders wichtig für die Entwicklung des Vertrauens ist es, dass beide eine gleich starke Abhängigkeit entwickeln, denn „nicht vollständig erwiderte Liebe ist wahrscheinlich die genaueste Vorhersage für gescheiterte Beziehungen.“
Mit dem Fortschreiten einer Beziehung lernen Menschen, dass ihre Interessen und Vorlieben manchmal auseinanderliegen. Interessenskonflikte entstehen nicht nur auf der Verhaltensebene, sondern sogar öfter auf der Ebene der Lebenseinstellungen und Überzeugungen. Die Paare wiegen die Kosten von Kompromissen gegen die vermutete Zielerreichung in der Beziehung. Es wird die Frage gestellt, ob man in der „richtigen“ Beziehung ist.
Wenn Menschen Bedenken über eigene Verletzlichkeit und Abhängigkeit zum Ausdruck bringen, dann sind die „Empathie und die Verantwortung“ die entscheidenden Qualitäten des Partners oder der Partnerin, die das Vertrauen in ihn oder sie, sowie in die Zukunft der Beziehung stärken.
Wenn das Paar es schafft, „die Anpassungen an ihr Lebensstyle und ihre Bedürfnisse vorzunehmen“, wird es sehr wahrscheinlich das Gefühl entwickeln eine sehr spezielle Beziehung zu erschaffen.

## Seitensprung weltweit – Zahlen und Fakten
- In Russland geht jeder vierte Russe fremd. Insbesondere Moskau allerdings fällt aus dem Rahmen – denn dort gehen 76 % aller männlichen Einwohner fremd. Die Geliebte wird dabei als Statussymbol betrachtet. Bei den Frauen sind es wesentlich weniger, die fremdgehen. In ganz Russland sind es etwa 20 % der Frauen, in Moskau etwa 40 %.
- In Italien betrügen nach eigener Aussage 67 % der Männer ihre Ehefrauen. Das Forschungsinstitut Censis hat allerdings ausgewertet, dass lediglich 25 % der Männer tatsächlich fremdgehen.
- 29 % der Schweizer haben außerehelichen Sex – und zwar sowohl Männer als auch Frauen.
- In Schweden gehen 38 % der Männer und 23 % der Frauen fremd.
- In den USA gehen lediglich 15 % bis 17 % fremd – und das auch noch mit schlechtem Gewissen, wie eine Studie der Forscherin Pepper Schwartz beweist. Dabei spielen Schuldgefühle und moralische und religiöse Bedenken eine wichtige Rolle.

## Das Geschäft mit dem Seitensprung
Seit ein Seitensprung nicht mehr strafrechtlich verfolgt wird, haben einige Geschäftsleute eine Marktlücke für sich erkannt. Seitensprungagenturen wurden ins Leben gerufen und vermitteln an Interessenten Kontakte zum Fremdgehen. Durch das Internet werden jedoch mittlerweile stationäre Agenturen mehr und mehr durch Kontaktbörsen im Internet verdrängt. Zahlreiche Anbieter bieten nicht nur Kontaktmöglichkeiten, sondern geben auch Ratschläge und Tipps, wie man den eigenen Seitensprung vor dem Partner geheim halten kann.
Prinzipiell unterscheidet man folgende Arten von Seitensprungagenturen:
- Stationäre Seitensprungagenturen: z. B. telefonische Vermittlung.
- Online-Seitensprungagenturen: Reine Online-Seitensprungagenturen werden zunehmend von sogenannten Casual-Dating-Services verdrängt, die sich nicht auf Seitenspringer beschränken, sondern erotische Kontakte aller Art vermitteln. In der Regel sind diese Angebote für Frauen kostenlos, während Männer für die zeitlich beschränkte Nutzung zahlen müssen.

Auch allgemeine Kontaktbörsen bieten mittlerweile Rubriken, wo Affären und Seitensprünge gesucht werden können.